# UFC Fight Night: Nogueira vs. Davis
UFC Fight Night: Nogueira vs. Davis（ユーエフシー・ファイトナイト：ノゲイラ・バーサス・デイヴィス、別名UFC Fight Night 24）は、アメリカ合衆国の総合格闘技団体「UFC」の大会の一つ。2011年3月26日、ワシントン州シアトルのキーアリーナで開催された。

## 大会概要
UFC初のワシントン州開催となった本大会ではアントニオ・ホジェリオ・ノゲイラとフィル・デイヴィスによるライトヘビー級ワンマッチが組まれた。
キャリア7戦全勝のエドウィン・フィゲロアがUFCデビュー。

## 試合結果

### プレリミナリィカード
第1試合 ライト級ワンマッチ 5分3R
○  ニック・レンツ vs.  ウェイロン・ロウ ×
3R 2:24 ギロチンチョーク
第2試合 ミドル級ワンマッチ 5分3R
○  アーロン・シンプソン vs.  マリオ・ミランダ ×
3R終了 判定3-0（30-27、30-27、30-26）
第3試合 ウェルター級ワンマッチ 5分3R
○  ジョニー・ヘンドリックス vs.  TJ・ウォルドバーガー ×
1R 1:35 TKO（左フック→パウンド）

### Facebook中継カード
第4試合 ヘビー級ワンマッチ 5分3R
○  クリスチャン・モアクラフト vs.  ショーン・マッコークル ×
2R 4:10 TKO（ギロチンチョーク）
第5試合 バンタム級ワンマッチ 5分3R
○  マイケル・マクドナルド vs.  エドウィン・フィゲロア ×
3R終了 判定3-0（30-27、30-27、30-27）
第6試合 ウェルター級ワンマッチ 5分3R
○  ジョン・ハザウェイ vs.  クリス・マックレー ×
3R終了 判定2-1（29-28、28-29、29-28）
第7試合 フェザー級ワンマッチ 5分3R
○  マッケンス・セメルジエール vs.  アレックス・カセレス ×
1R 3:18 リアネイキドチョーク
第8試合 ヘビー級ワンマッチ 5分3R
○  マイク・ルソー vs.  ジョン・マドセン ×
2R終了時 TKO（ドクターストップ）

### メインカード
第9試合 フェザー級ワンマッチ 5分3R
○  ジョン・チャンソン vs.  レオナルド・ガルシア ×
2R 4:59 ツイスター
第10試合 ウェルター級ワンマッチ 5分3R
○  アミール・サダロー vs.  ダマルケス・ジョンソン ×
2R 3:24 ギブアップ（グラウンドの肘打ち）
第11試合 ウェルター級ワンマッチ 5分3R
○  アンソニー・ジョンソン vs.  ダン・ハーディー ×
3R終了 判定3-0（30-27、30-27、30-27）
第12試合 ライトヘビー級ワンマッチ 5分3R
○  フィル・デイヴィス vs.  アントニオ・ホジェリオ・ノゲイラ ×
3R終了 判定3-0（30-27、30-27、30-27）

### 各賞
ファイト・オブ・ザ・ナイト： マイケル・マクドナルド vs. エドウィン・フィゲロア
ノックアウト・オブ・ザ・ナイト： ジョニー・ヘンドリックス
サブミッション・オブ・ザ・ナイト： ジョン・チャンソン
各選手にはボーナスとして55,000ドルが支給された。